# Новобіктово
Новобі́ктово (рос. Новобиктово, башк. Яңы Бейектау) — село у складі Дюртюлинського району Башкортостану, Росія. Входить до складу Такарліковської сільської ради.
Населення — 553 особи (2010; 517 у 2002).
Національний склад:
- башкири — 58 %
- татари — 41 %